# 三協高分子
三協高分子株式会社（さんきょうこうぶんし）は、愛知県豊田市に本社を置くプラスチックの加工・製造メーカー。
プラスチック製品だけでなく、信号機の製造・販売も行っている。

## 沿革
- 1960年（昭和35年） - 愛知県豊田市で創業。
- 1971年（昭和46年） - ポリカーボネイト樹脂製信号灯器の製造を開始。
- ポリカーボネイト樹脂製信号灯器は塩害・寒冷対策に開発されたもので、お膝元の愛知県全域を中心に、北東北、山形県、東関東、神奈川県沿岸部、石川県、京都府北部、和歌山県（特に中南部）、兵庫県、岡山県南部、鳥取県、四国地方（香川県は少なめ）、九州（福岡県を除く）に多く設置された。
- 青森県、秋田県、岩手県、山形県、石川県、愛知県、兵庫県、鳥取県、愛媛県、高知県は樹脂灯器メインだった。
- 金属灯器と樹脂灯器を併用する都道府県は下記のパターンがある。
  - 茨城県・千葉県・富山県・岡山県・熊本県・宮崎県・鹿児島県は基本的に沿岸部中心に設置されるが、金属灯器メインの内陸部でもたまに使用される傾向にある。
  - 新潟県・福井県・静岡県・三重県・大阪府・香川県・大分県はパナソニック電工供給品かオムロン供給品のみ採用される。大分県はこれらの府県では最も多く導入され、特に北部や国東半島で採用率が高い。
  - 宮城県・福島県・神奈川県・京都府のように沿岸部に多く内陸部に少ない府県もある。
  - 内陸県は全て金属灯器メインであり、後述する群馬県草津温泉地域を別として、埼玉県南部・岐阜県南部・奈良県（ともに日本信号・小糸工業・京三製作所・パナソニック電工・オムロン・住友電気工業のいずれかへの供給品）を除き比較的少ない。
  - 島根県や樹脂灯器標準県でも岩手県・石川県・徳島県・長崎県・沖縄県のように三協高分子製はほとんど導入しない県もある。これらの県で樹脂灯器は小糸工業製が多い。硫黄対策で樹脂灯器を採用している群馬県草津温泉地域も同じく小糸工業製が多い。
  - 和歌山県は島根県とは逆に小糸工業製（紀北地域に多い）だけ金属灯器、その他は三協高分子製樹脂を導入していた。
  - 広島県は呉市・江田島市と広島電鉄設置の電車用信号機を除きほとんど採用されなかった。
  - 福島県・東京都・徳島県・佐賀県のように信号更新が早い都県では2021年現在、樹脂灯器はかなり少なくなっている。
- 2002年（平成14年） - アルミ製信号灯器を製造開始（5大信号機製造メーカーでは最も遅かった）。

## 商品
- 信号機
- 各種プラスチック製品